# Nuova Scuola Tedesca

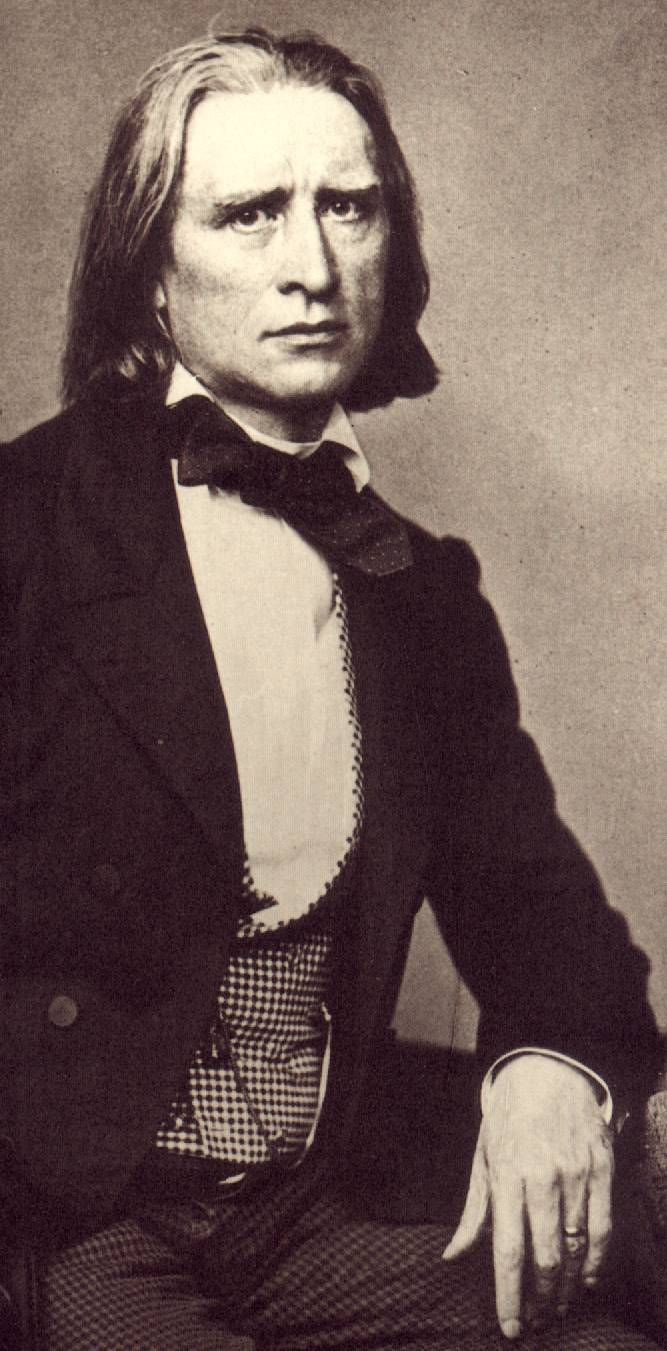
Franz Liszt nel 1858

La Nuova Scuola Tedesca (tedesco: Neudeutsche Schule) è un termine introdotto nel 1859 da Franz Brendel, editore della Neue Zeitschrift für Musik, per descrivere alcune tendenze della musica tedesca.
Sebbene il termine sia stato spesso utilizzato in saggi e libri sulla storia della musica del XIX e dell'inizio del XX secolo, essa è una definizione chiara è complessa. Inoltre non tutti i rappresentanti della Nuova Scuola Tedesca sono musicisti praticanti. Il termine è quindi problematico. È stato utilizzato da persone diverse in tempi diversi con significati diversi. È opinione generale che Franz Liszt e Richard Wagner fossero tra i suoi rappresentanti più importanti. C'è anche consenso sul fatto che Johannes Brahms e Felix Mendelssohn non abbiano preso parte. Al di là di questo, le interpretazioni differiscono le une dalle altre.
I rappresentanti della Nuova Scuola Tedesca entrarono in conflitto con i musicisti più conservatori nella cosiddetta Guerra dei Romantici.

## Sviluppo storico
Nella seconda metà del XIX secolo attorno a Franz Liszt si formò un gruppo di musicisti e musicologi che coniò il termine “Zukunftmusik”. Il termine Nuova Scuola Tedesca nasce dalla mente giornalistica di Franz Brendel, l'editore della Neue Zeitschrift für Musik. Oltre a Liszt, i modelli di ruolo dei Nuovi Tedeschi includevano i compositori Hector Berlioz e Richard Wagner, e i loro rappresentanti includevano gli studenti di Liszt Joachim Raff, Peter Cornelius, Alexander Ritter e Felix Draeseke. Ludwig van Beethoven, in qualità di compositore, e Robert Schumann, in qualità di critico, furono usati come modelli storici.
La Nuova Scuola Tedesca si preoccupava di ridefinire l'artista nella società; oltre alla composizione musicale, l'impegno intellettuale con la musica, la critica musicale, furono elevati a una sostanziale area di responsabilità per l'artista, e il musicista divenne un intellettuale . Anche molti compositori moderni hanno mantenuto questo ruolo.
Tuttavia, la Nuova Scuola Tedesca guadagnò anche degli avversari, tra cui Johannes Brahms, Joseph Joachim e Eduard Hanslick. Hans von Bülow, che inizialmente era un sostenitore del movimento, in seguito si rivoltò contro di esso. Questa opposizione finì nella cosiddetta disputa musicale con i Nuovi Tedeschi, che fu portata avanti nelle riviste di musica popolare, in particolare nella Neue Zeitschrift für Musik e nella Rheinische Musik-Zeitung. I temi e i paradigmi della Nuova Scuola Tedesca hanno plasmato i dibattiti sull’estetica musicale fino all’inizio del XX secolo. In Germania si affermò il termine Nuova Scuola Tedesca per quella direzione che dichiarava il dramma musicale e la musica a programma come l'emblema del progresso musicale. Nel XX secolo Friedrich Klose, Richard Strauss e Siegmund von Hausegger nonché il musicologo Arthur Seidl furono collocati in questo contesto.

## LaTonkünstler-Versammlungdel 1859
Nel 1858 Franz Liszt e Franz Brendel progettarono un Tonkünstler-Versammlung, ossia un congresso di musicisti. Il finanziamento necessario proveniva da uno stipendio di 1.000 talleri di Friedrich Wilhelm Konstantin, principe di Hohenzollern-Hechingen, che Liszt aveva negoziato. Era stato anche Liszt a dare suggerimenti per le rappresentazioni musicali del congresso. Non sorprende che Liszt stesso sia stato il compositore contemporaneo più rappresentato all'evento e che i membri della sua cerchia a Weimar fossero ben rappresentati.
La terza giornata del Tonkünstler-Versammlung, il 3 giugno, è stata aperta da Brendel con il discorso "Zur Anbahnung einer Verständigung" (En: "Aprire la strada a un accordo"). Il discorso di Brendel è l'origine del termine "Nuova Scuola Tedesca". Fu pubblicata come versione stampata nella Neue Zeitschrift für Musik del 10 giugno 1859.
Brendel ha ricordato Robert Schumann, che aveva fondato la Neue Zeitschrift für Musik per aprire la strada a un nuovo tipo di arte, derivato dalle opere di Beethoven. Sebbene Schumann avesse adottato il punto di vista di un artista, i suoi scritti erano puramente soggettivi. In molti casi la visione di Schumann dipendeva dalle emozioni transitorie evocate dalla musica. Brendel aveva uno scopo più elevato. Aveva sviluppato principi musicali distinti e li aveva rispettati. La Neue Zeitschrift für Musik era diventata la voce degli atteggiamenti progressisti nella vita musicale contemporanea. Di conseguenza, c'era stato un conflitto con altri partiti, fino a un livello che ricordava il fanatismo religioso dei tempi passati.
I maestri degli ultimi anni avevano dimostrato a Brendel con i loro successi che non aveva commesso errori. Brendel menzionò per nome solo Wagner, che aveva mirabilmente realizzato l'ideale dell'opera pura tedesca, ma ne menzionò anche altri due. Anche se Brendel non ha citato esplicitamente i loro nomi, dal contesto è chiaro che si intendevano Berlioz e Liszt. Secondo Brendel nel suo saggio F. Liszts symphonische Dichtungen del 1858, era sua convinzione che i poemi sinfonici di Liszt fossero l'ideale più perfetto della musica strumentale di quel tempo. Erano ciò che doveva accadere se si voleva ottenere progresso. Al contrario, le Sinfonie di Schubert, Mendelssohn e Schumann, per quanto magnifiche e belle fossero, potevano essere considerate solo come opere di epigoni. dopo Beethoven.

## Influenze politiche
Il termine Nuovo Tedesco implica una direzione politica o almeno un'affiliazione nazionale. Tuttavia, la loro decisa internazionalità (nella triade Berlioz, Liszt, Wagner) parla contro questo. In effetti, il giovane Liszt e il giovane Wagner furono guidati nei loro scritti dalle prime utopie sociali socialiste legate all’aspirazione a uno stato nazionale. Tuttavia, questa dimensione politica è andata presto persa nella disputa giornalistica; solo Brendel, nel suo saggio “L’opera d’arte del futuro e le arti individuali”, parla di "una società globale la cui arte principale è il Musikdrama". Tuttavia, la Nuova Scuola Tedesca e in particolare i poemi sinfonici di Liszt hanno fornito a molti artisti europei la possibilità di identificarsi con il proprio paese e di sviluppare il proprio "linguaggio tonale": quasi tutte le scuole e gli stili nazionali (ad esempio Russia, Cechia) alla fine del XIX secolo può derivare direttamente o indirettamente dall'estetica e dalla musica di Liszt, Wagner e Berlioz.